# Cynanchum loheri
Cynanchum loheri är en oleanderväxtart som beskrevs av Rudolf Schlechter. Cynanchum loheri ingår i släktet Cynanchum och familjen oleanderväxter. Inga underarter finns listade i Catalogue of Life.